# Zapus
Zapus (Coues, 1875) è un genere di roditori della famiglia dei Dipodidi, comunemente noti come topi saltatori nordamericani.

## Descrizione

### Dimensioni
Al genere Zapus appartengono roditori di piccole dimensioni, con lunghezza della testa e del corpo tra 75 e 110 mm, la lunghezza della coda tra 108 e 165 mm e un peso fino a 35 g.

### Caratteristiche craniche e dentarie
Il cranio è allungato e presenta un rostro corto e sottile con le ossa nasali che si estendono oltre gli incisivi, una scatola cranica tondeggiante, le arcate zigomatiche sottili nella porzione posteriori ed espanse anteriormente, le bolle timpaniche non sono rigonfie e il foro infra-orbitale è grande ed ovale. Gli incisivi superiori sono arancioni scuri o giallastri e sono attraversati da un profondo solco longitudinale. È presente un piccolo premolare su ogni semi-arcata superiore, la superficie occlusiva dei molari è formata da una complicata combinazione di rientranze e zone isolate.
Sono caratterizzati dalla seguente formula dentaria:

### Aspetto
L'aspetto è quello di un topo con lunghe zampe posteriori adattate ad un'andatura saltatoria. La pelliccia è ruvida, le parti dorsali sono bruno-grigiastre, i fianchi bruno-giallastri e le parti ventrali bianche. Il muso è appuntito e ricoperto di lunghe vibrisse, gli occhi e le orecchie sono relativamente piccoli. La coda è molto più lunga della testa e del corpo, è sottile, scura sopra, più chiara sotto ed è praticamente priva di peli. Le femmine hanno un paio di mammelle pettorali, due addominali e uno inguinale.

## Distribuzione
Sono roditori terricoli saltatori diffusi in America settentrionale, dall'Alaska fino alla Georgia ad est e la California ad ovest.

## Tassonomia
Il genere comprende 8 specie.
- Zapus hudsonius
- Zapus luteus
- Zapus montanus
- Zapus oregonus
- Zapus pacificus
- Zapus princeps
- Zapus saltatus
- Zapus trinotatus